# 포지티브스페이스566

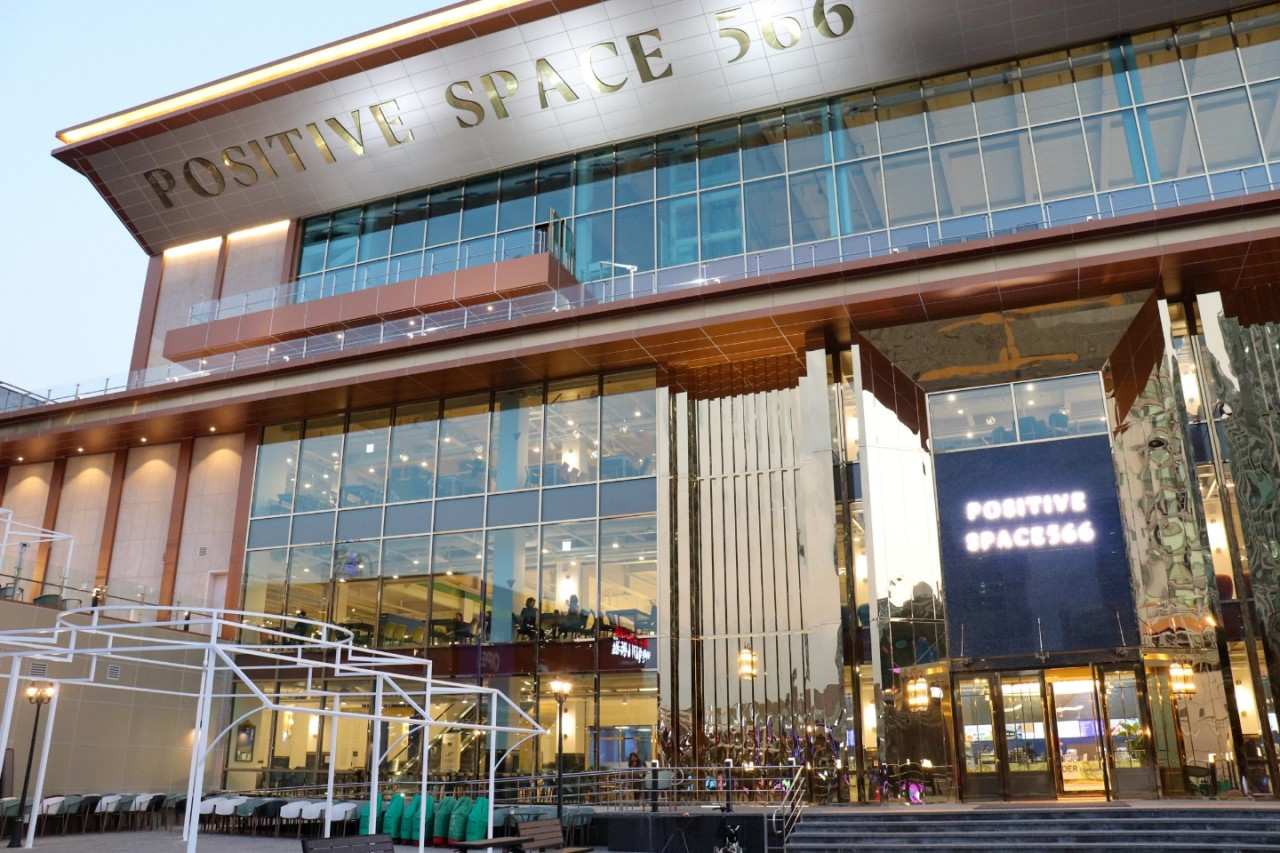
포지티브스페이스 566

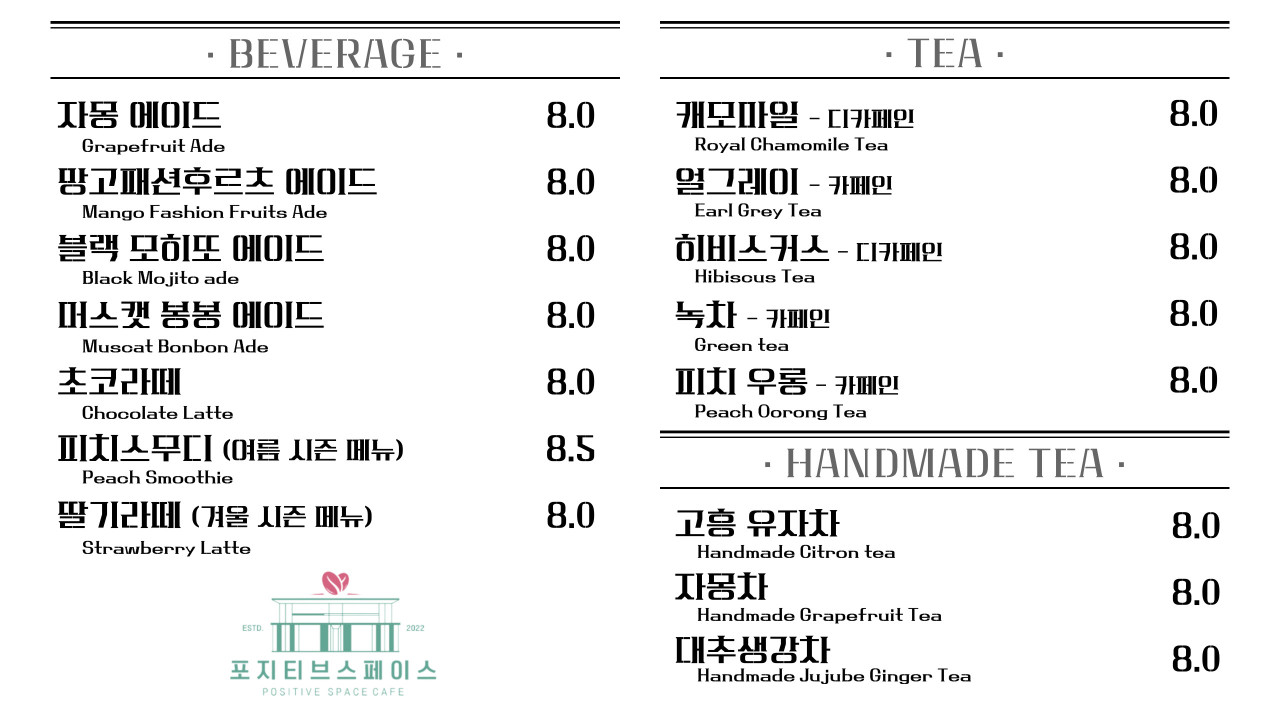

포지티브스페이스566은 김포에 위치한 대형 카페이다. 주소는 경기 김포시 경기도 김포시 검단로 910. 연면적만 3600평에 육박하며 세계에서 가장 큰 규모라 불린다. 2022년 9월 오픈 했다. 포지티브스페이스566은 지하 주차장, 야외 주차장, 그리고 지상 4층까지의 카페로 구성되어 있다. 이외에 약 400대의 주차 공간과, 전기차 충전기가 있다.
Positive Space라는 이름은 Drink and Eat Positive(좋은 것을 먹고 마시고), See Positive(좋은 것을 보고), Hear Positive(좋은 것을 듣고), Feel Positive(기분이 좋아지는).. Space(공간)라는 뜻을 담고 있다.
포지티브스페이스566의 인테리어는 전체적으로 골드, 대리석으로 이루어져 있다. 천장의 샹들리에가 건물을 더욱 빛나게 해준다.
1층은 호텔 로비 같은 분위기이다. 1층에서 빵, 음료 등을 주문할 수 있다. 한편에는 안마 의자가 있다. 무료이며 누구든지 사용 가능하다.
2층에는 자유롭게 앉을 수 있는 공간과, 예약 후 사용할 수 있는 룸이 있다. 룸에는 스크린이 설치되어있어 미팅룸으로 이용할 수 있다.
3층과 4층은 넓은 소파들이 있다. 더욱 편안한 공간에서 시설을 즐길 수 있다. 테라스가 있어 야외에서 음식을 먹을 수 있다. 5층에는 포지티브 아트센터가 있다. 카페 내에 엘리베이터와 에스컬레이터가 있어 편하게 올라갈 수 있다.
포지티브스페이스566에는 강민주의 들밥 김포점, 비노 와인 아울렛이 함께 입점해 있다.
포지티브스페이스566은 카페 음식인 커피, 음료, 베이커리뿐 아니라 파스타, 피자, 스테이크 같은 디너 음식을 판매한다. 베이커리는 소금빵, 소시지빵 같은 기본 빵을 제외하고는 매일 종류가 바뀐다. 그때의 트렌드, 시즌 등을 고려하여 베이커리를 만든다. 타 카페보다는 더 비싼 가격이지만, 카페에 오래 앉아있는 것을 감안하면 괜찮은 가격이라는 의견이 있다.지하와 3면 건물 주변 지상 주차장
400여 대 주차장은 3시간 무료다.
샵인샵으로 EMCEE 명품샵, Melange 주얼리, 사진 인화기샵 등이 샵인샵으로 있다.

2023년 4월 1일, 세계 최대 호텔식 카페로 기네스북에 등재되었다. 좌석은 2,190석으로 세계 2위 사우디 1,050석의 2배 크기다
매일
- 10:00 - 22:00 (21:00 라스트 오더)
- 다이닝 10:00 - 19:50
- 4층 커피 & 바 11:00 - 21:00

https://www.donga.com/news/article/all/20230130/117660437/1
https://secretseoul.com/positive-space-566/
1. ↑  “포지티브스페이스566 · 대한민국 경기도 김포시 검단로 910”. 2023년 5월 29일에 확인함.
2. ↑  “Largest coffee shop” (영국 영어). 2023년 4월 1일. 2023년 5월 29일에 확인함.